# Anni 1170
Gli anni 1170 sono il decennio che comprende gli anni dal 1170 al 1179 inclusi.

## Eventi, invenzioni e scoperte
- Violento terremoto il 29 giugno 1170 nel Mediterraneo orientale (Siria, Libano, Turchia centromeridionale) con scosse di magnitudo 7,3-7,7 Richter. Si stimano approssimativamente 110 000 vittime[1].
- 1176: la Battaglia di Legnano segna la sconfitta definitiva di Federico Barbarossa contro la Lega Lombarda.

## Personaggi
- Federico Barbarossa, imperatore del Sacro Romano Impero
- Intorno al 1170 nasce Walther von der Vogelweide, poeta in medio alto-tedesco (†1230 ca.).